# Hautecourt-Romanèche
Hautecourt-Romanèche és un municipi francès situat al departament de l'Ain i a la regió d'Alvèrnia-Roine-Alps. L'any 2007 tenia 735 habitants.

## Demografia

### Població
El 2007 la població de fet de Hautecourt-Romanèche era de 735 persones. Hi havia 294 famílies de les quals 84 eren unipersonals (40 homes vivint sols i 44 dones vivint soles), 97 parelles sense fills, 89 parelles amb fills i 24 famílies monoparentals amb fills.
La població ha evolucionat segons el següent gràfic:
Habitants censats

### Habitatges
El 2007 hi havia 448 habitatges, 302 eren l'habitatge principal de la família, 120 eren segones residències i 25 estaven desocupats. 433 eren cases i 15 eren apartaments. Dels 302 habitatges principals, 250 estaven ocupats pels seus propietaris, 43 estaven llogats i ocupats pels llogaters i 9 estaven cedits a títol gratuït; 1 tenia una cambra, 13 en tenien dues, 56 en tenien tres, 73 en tenien quatre i 160 en tenien cinc o més. 250 habitatges disposaven pel capbaix d'una plaça de pàrquing. A 124 habitatges hi havia un automòbil i a 153 n'hi havia dos o més.

### Piràmide de població
La piràmide de població per edats i sexe el 2009 era:
| Homes | Edats   | Dones |
| ----- | ------- | ----- |
| 0     | 95 o +  | 0     |
| 4     | 90 a 94 | 0     |
| 0     | 85 a 89 | 0     |
| 4     | 80 a 84 | 4     |
| 8     | 75 a 79 | 20    |
| 12    | 70 a 74 | 12    |
| 16    | 65 a 69 | 24    |
| 32    | 60 a 64 | 12    |
| 24    | 55 a 59 | 16    |
| 24    | 50 a 54 | 36    |
| 20    | 45 a 49 | 16    |
| 24    | 40 a 44 | 24    |
| 20    | 35 a 39 | 12    |
| 40    | 30 a 34 | 24    |
| 56    | 25 a 29 | 12    |
| 4     | 20 a 24 | 40    |
| 12    | 15 a 19 | 20    |
| 20    | 10 a 14 | 16    |
| 24    | 5 a 9   | 24    |
| 16    | 0 a 4   | 20    |

## Economia
El 2007 la població en edat de treballar era de 460 persones, 339 eren actives i 121 eren inactives. De les 339 persones actives 321 estaven ocupades (174 homes i 147 dones) i 18 estaven aturades (7 homes i 11 dones). De les 121 persones inactives 61 estaven jubilades, 25 estaven estudiant i 35 estaven classificades com a «altres inactius».

### Ingressos
El 2009 a Hautecourt-Romanèche hi havia 319 unitats fiscals que integraven 766,5 persones, la mediana anual d'ingressos fiscals per persona era de 18.560 €.

### Activitats econòmiques
Dels 26 establiments que hi havia el 2007, 1 era d'una empresa extractiva, 2 d'empreses de fabricació d'altres productes industrials, 7 d'empreses de construcció, 3 d'empreses de comerç i reparació d'automòbils, 2 d'empreses de transport, 2 d'empreses d'hostatgeria i restauració, 1 d'una empresa immobiliària, 6 d'empreses de serveis i 2 d'entitats de l'administració pública.
Dels 8 establiments de servei als particulars que hi havia el 2009, 1 era un taller de reparació d'automòbils i de material agrícola, 3 paletes, 1 fusteria, 2 lampisteries i 1 perruqueria.
L'any 2000 a Hautecourt-Romanèche hi havia 13 explotacions agrícoles que ocupaven un total de 736 hectàrees.

## Equipaments sanitaris i escolars
El 2009 hi havia una escola elemental integrada dins d'un grup escolar amb les comunes properes formant una escola dispersa.

## Poblacions més properes
El següent diagrama mostra les poblacions més properes.